# Dragan Kujović
Dragan Kujović (en serbe cyrillique : Драган Кујовић ; 1948-2010) est un homme politique de la République du Monténégro et membre du Parti démocratique des socialistes du Monténégro. Il est président par intérim du Monténégro du 19 au 22 mai 2003.